# یاسونوری ماتسوموتو
یاسونوری ماتسوموتو (انگلیسی: Yasunori Matsumoto; ۷ فوریهٔ ۱۹۶۰ – ) صداپیشه، و بازیگر اهل ژاپن بود. وی از سال ۱۹۸۷ میلادی تاکنون مشغول فعالیت بوده‌است.